# Ties Kruize
Ties Kruize (ur. 17 listopada 1952 w Hadze) – holenderski hokeista na trawie, reprezentant kraju, mistrz świata i Europy. Brał udział w Igrzyskach Olimpijskich w 1972 i 1984, zajmując odpowiednio 4. i 6. miejsce. W 1973 zdobył wraz z reprezentacją narodową mistrzostwo świata, a w 1983 mistrzostwo Europy.
Jest synem Roepie Kruizego (1925-1992), również holenderskiego hokeisty, medalisty olimpijskiego; także bracia Tiesa – Hans i Jan Hidde – grali w kadrze hokejowej. W 1981 i 1982 był w składzie zwycięskich ekip w prestiżowym turnieju Champions Trophy.
Sukcesy odnosił również w zespole klubowym. W barwach Klein Zwitserland w latach 1977–1984 zdobył osiem tytułów mistrza Holandii z rzędu, a w latach 1979 i 1981 wygrywał rywalizację o Europejski Puchar Mistrzów.